# 許崇智
許崇智（1887年10月14日—1965年1月25日），字汝為，生於廣東番禺，祖籍潮州府澄海縣，建國粵軍總司令，中國國民黨早期主要军事领导人之一，也是国民党前期右派代表人物之一。

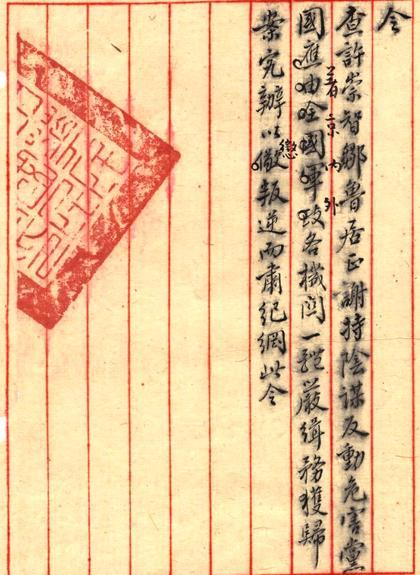
許崇智鄒魯謝持等通緝令

## 生平
許崇智出身廣州名門西關許氏。1903年进入日本陆军士官学校中国留日士官生第三期步科。1906年加入同盟会。辛亥革命時任福州陆军第十镇第20协协统，参加起義，任起义軍前敵總指揮，當年更威脅上司福建提督孫道仁加入同盟會。於1911年11月更命令起義軍發射了首枚炮彈，揭開福建起義戰爭的序幕，清軍最終不敵。
1913年参加“二次革命”，失败后逃亡日本。在日本参加孙中山中华革命党。1915年底回国，参加反袁护国战争。1916年袁世凱死后，返回上海，任中华革命党军务部长。1917年任孙中山护法军政府大元帅府参军长，协助孙中山主持军事，成为粤军的主要军事领导人之一。1919年，粤军被编为两个军，以陈炯明为粤军总司令兼第一军军长，许崇智为第二军军长。1922年，孙中山决定北伐，并任命李烈钧和许崇智分别为北伐军总司令和总指挥；陈炯明的部下发动六一六事变后，许崇智部借道江西进入闽南；8月—9月，许崇智部配合皖系驻福建的混成旅王永泉部以突袭方式，从建瓯、南平同时向福州进军，李厚基仓皇出走，福建遂为许、王两部占领。1923年1月，在孙中山的领导下任东路討贼军司令，从闽南方向讨伐盘踞广东的陈炯明。1924年，任建國粵軍總司令，成為國民黨最高級别的軍事將領。1925年1月在孙中山的领导下，参加第一次东征，继续讨伐陈炯明，击败陈军主力。
許崇智與蔣介石糾纏不清，因他在1916年與蔣介石結拜為兄弟，兩人同年1887年生，更力排眾議推薦他任黃埔軍校校長，但1925年孫中山逝世後，卻遭蔣出賣，許氏官邸遭黃埔學生軍包圍奪取軍權，開始了兩人之後40年時敵時友的關係。
1925年3月，孙中山逝世。7月1日，中华民国国民政府在广州成立，许被任命为军事部长兼广东省政府主席，一时间成为仅次于汪精卫、廖仲恺和胡汉民的国民党领袖。当年8月20日，国民党元老、左派领袖廖仲恺被暗杀。汪精卫、许崇智、蒋介石三人组成特别委员会，以控制局势和处理廖案。在审理廖案过程中，蒋介石以国民党右派涉嫌最大为名排挤许崇智，许的很多亲信被抓，本人被迫到上海避居公共租界。1927年冬，蒋给许旅费20万元，令许先后到美洲、欧洲等地旅行两年多。1929年，许返回上海。
地位崇高的許崇智后常遭汪精衛威迫任汪精衛政权領導，故1939年從上海偷偷移居香港。1941年香港淪陷，許崇智被日軍拘捕並囚禁，再逼他支持汪精衛政权，許崇智誓死不從，偷渡至澳門。抗戰勝利後，蔣介石派專機到港迎接許崇智回南京，1948年聘他為首批總統府資政，之後他一直留港，是國民黨人到港必拜見的人物，至1965年病逝。

## 外部連結
- 監察院副院長-許崇智 （页面存档备份，存于）